# Triteleia distincta
Triteleia distincta är en stekelart som beskrevs av Alan Parkhurst Dodd 1914. Triteleia distincta ingår i släktet Triteleia och familjen Scelionidae. Inga underarter finns listade i Catalogue of Life.